# ビクトル・アクセルセン
ビクター・アクセルセン（デンマーク語: Viktor Axelsen, 1994年1月4日 - ）は、デンマーク・オーデンセ出身の男子バドミントン選手。母国語のデンマーク語のほかに、英語と中国語（官話）を流ちょうに話すことができる。
2010年の世界ジュニアバドミントン選手権大会の優勝者であり、同大会で優勝した初のヨーロッパ人選手である。2016年のリオデジャネイロオリンピックでは銅メダルを獲得した。2016年と2018年にはヨーロッパバドミントン選手権で優勝した。2017年には世界バドミントン選手権大会で優勝した。2021年の東京オリンピックでは金メダルを獲得した。

## 経歴

### 2012年以前
1994年にオーデンセに生まれ、父親の勧めで6歳の時にバドミントンを始めた。2009年にはドイツジュニア国際で優勝し、さらにU-17ヨーロッパ選手権でも優勝した。2009年にはデンマーク・オープンでシニア大会デビューし、ステフェン・ラスムッセンと組んで男子ダブルスに出場した。
2010年1月にはスウェーデン国際に出場し、決勝でにイタリアのIndra Bagus Ade Chandra敗れて準優勝した。2010年にメキシコのグアダラハラで開催された世界ジュニアバドミントン選手権大会では、準々決勝で第1シードの黄宇翔に勝ち、準決勝でインドのB. サイ・プラニースに勝ち、決勝で韓国のカン・ジウクに勝って優勝した。2010年10月のキプロス国際では16歳にしてシニア大会初優勝を飾った。数週間後のデンマーク・オープンでBWFスーパーシリーズデビューしたが、優勝するヤン・ウ・ヨルゲンセンに2回戦で敗れた。
2011年の欧州ジュニア選手権では決勝で同胞のラスムス・フラッドバーグを破って金メダルを獲得した。同年の世界ジュニア選手権では決勝でマレーシアのズルファドリ・ズルキフリに敗れて銀メダルを獲得した。2012年初頭にはコペンハーゲンに転居した。フランス・オープンでは決勝でダレン・リューに敗れて準優勝だった。ヨーロッパバドミントン選手権では準決勝でスウェーデンのヘンリ・ハースカイネンに敗れて銅メダルを獲得した。

### 2012年～2016年
2014年1月にはスイス・オープンに出場し、決勝で中国の田厚威を破って優勝した。2014年の世界選手権では銅メダルを獲得し、同年のヨーロッパ選手権でも銅メダルを獲得した。2015年にはスイス・オープン、オーストラリア・オープン、ヨネックスオープンジャパンの3大会で準優勝しており、決勝ではそれぞれインドのスリカンス・キダンビ、諶龍、林丹に敗れている。
フランスのラ・ロッシュ＝シュル＝ヨンで開催された2016年5月のヨーロッパ選手権では、決勝で前回大会覇者のヤン・ウ・ヨルゲンセンにストレートで勝利して優勝した。同年の国別対抗戦であるトマス杯では、デンマークに初優勝をもたらし、第29回大会にして初めてアジア以外の国が優勝した。アクセルセンは6試合で5勝しており、デンマーク代表vsインドネシア代表戦では5番手で出てトミー・スギアルトに勝っている。
ブラジルのリオデジャネイロで開催された2016年リオデジャネイロオリンピックのバドミントン競技には第4シードとして出場。決勝トーナメント1回戦ではアイルランドのスコット・エヴァンスに勝ち、準々決勝ではイギリスのラジブ・オーセフに勝ったが、準決勝では第2シードの中国の諶龍に負けた。3位決定戦では中国の林丹に勝って銅メダルを獲得した。

### 2016年～2021年
2017年の世界選手権では、決勝で中国の林丹に勝って優勝した。フレミング・デルフス（1977年大会）、ピーター・ラスムッセン（1997年大会）に次いで、デンマーク人として同大会で優勝した3人目の選手である。この試合で林丹との対戦成績を4勝3敗とし、トップ20選手の中では唯一勝ち越しに成功している。2017年9月のヨネックスオープンジャパンでは決勝でマレーシアのリー・チョンウェイに勝って優勝し、BWF世界ランキングで初めて1位となった。
2018年1月にはインドでプレミア・バドミントン・リーグに参加した。2018年5月のトマス杯では準々決勝で韓国戦に勝利したが、準決勝の日本戦では自身が初戦で桃田賢斗に敗れ、またチームも2-3で敗れた。2018年8月の世界選手権では、3回戦で第10シードの香港の伍家朗に勝ったが、準々決勝で第8シードの中国の諶龍に負けた。
2021年の東京オリンピックでは、準々決勝で中国の石宇奇に勝利し、準決勝でグアテマラのケビン・コルドンに勝利し、決勝では中国の諶龍に勝利して金メダルを獲得した。デンマーク人選手としてはアトランタオリンピックのポール＝エリク・ホイヤー・ラーセン以来6大会ぶりの金メダルである。

### 2022
3月のドイツ・オープンで準決勝に進出するも、ラクシャ・センにファイナルデュースの僅差で敗れる。しかしその翌週の全英オープンでは、全試合で1セットも落とさずに優勝した。
4月、ヨーロッパ選手権で決勝で同胞のアンダース・アントンセンを破り優勝。3度目の優勝となった。
6月、インドネシア・マスターズ、インドネシア・オープン、マレーシア・オープンで優勝し、ワールドツアー3連覇。
8月の世界選手権では、全試合で1セットも落とさずに優勝。2度目の世界選手権優勝となった。
10月のデンマーク・オープンにディフェンディングチャンピオンとして出場。しかし準々決勝で、元世界王者のロー・ケンユーにストレートで敗北。しかし、アクセルセンはこの試合で負けるまで、ドイツ・オープンでの敗北から実に39連勝(タイ・オープンでの棄権を除く)を記録した。
そして翌週のフランス・オープンでは、決勝で同胞のラスムス・ゲムケを破り、全試合で1セットも落とさずに優勝した。
12月のBWFワールドツアーファイナルズでは、準決勝の奈良岡功大との試合で、1セット目をデュースの末取られるが逆転勝利し、決勝でアンソニー・シニスカ・ギンティンをストレートで破り優勝した。
2022年の対戦成績は52勝3敗、世界選手権優勝、ヨーロッパ選手権優勝、ワールドツアー6タイトル獲得と、アクセルセン最強の年として締めくくった。

## 成績

### オリンピック
男子シングルス
| 年   | 開催地                     | 対戦相手                     | スコア              | 結果     |
| ---- | -------------------------- | ---------------------------- | ------------------- | -------- |
| 2024 | フランス・パリ             | クンラブット・ビチットサーン | 21-11, 21-14        | 金メダル |
| 2021 | 日本・東京                 | 諶龍                         | 21-15, 21-12        | 金メダル |
| 2016 | ブラジル・リオデジャネイロ | 林丹                         | 15-21, 21-10, 21-17 | 銅メダル |

### 世界選手権
男子シングルス
| 年   | 開催地                     | 対戦相手                     | スコア       | 結果     |
| ---- | -------------------------- | ---------------------------- | ------------ | -------- |
| 2022 | 日本・東京                 | クンラブット・ビチットサーン | 21-5, 21-16  | 金メダル |
| 2017 | スコットランド・グラスゴー | 林丹                         | 22-20, 21-16 | 金メダル |
| 2014 | デンマーク・コペンハーゲン | リー・チョンウェイ           | 9-21, 7-21   | 銅メダル |

### ヨーロッパ選手権
男子シングルス
| 年   | 開催地                               | 対戦相手                 | スコア              | 結果     |
| ---- | ------------------------------------ | ------------------------ | ------------------- | -------- |
| 2022 | スペイン・マドリード                 | アンダース・アントンセン | 21-17, 21-15        | 金メダル |
| 2021 | ウクライナ・キエフ                   | アンダース・アントンセン | 棄権                | 銀メダル |
| 2018 | スペイン・ウエルバ                   | ラジブ・オーセフ         | 21-8, 21-7          | 金メダル |
| 2017 | デンマーク・コリング                 | アンダース・アントンセン | 21-17, 21-16        | 金メダル |
| 2016 | フランス・ラ・ロッシュ＝シュル＝ヨン | ヤン・ウ・ヨルゲンセン   | 21-11, 21-16        | 金メダル |
| 2014 | ロシア・カザン                       | ヤン・ウ・ヨルゲンセン   | 11-21, 13-21        | 銅メダル |
| 2012 | スウェーデン・カールスクルーナ       | ヘンリ・ハースカイネン   | 21-18, 18-21, 17-21 | 銅メダル |